# Lecania leprosa
Lecania leprosa är en lavart som beskrevs av Reese Næsb. & Vondrák. Lecania leprosa ingår i släktet Lecania och familjen Ramalinaceae.   Inga underarter finns listade i Catalogue of Life.